# Małków (Mazovie)
Pour les articles homonymes, voir Małków.

Międzyleś (prononciation : [mjɛnˈd͡zɨlɛɕ]) est un village polonais de la gmina de Poświętne dans le powiat de Wołomin de la voïvodie de Mazovie dans le centre-est de la Pologne.
Il se situe à environ 17 kilomètres à l'est de Wołomin (siège du powiat) et à 37 kilomètres au nord-est de Varsovie (capitale de la Pologne).
De 1975 à 1998, le village appartenait administrativement à la voïvodie de Siedlce.
Le village possède une population de 650 habitants en 2006.